# Bernardino de Mendoza (-1568)

Bernardino de Mendoza como alma del Purgatorio (esquina inferior izquierda) en la pintura Santa Teresa de Ávila intercede por Bernardino de Mendoza en el purgatorio, obra de Rubens.

Bernardino de Mendoza (-Úbeda, febrero de 1568) fue un noble español, conocido por su relación con Teresa de Jesús y ser el fundador del convento de Valladolid de la reforma iniciada por esta santa.

## Biografía
Fue uno de los hijos del matrimonio formado por María Sarmiento y Pimentel, III condesa de Rivadavia; y de Juan Hurtado de Mendoza y Pereira de Noronha. Tuvo, al menos, los siguientes hermanos:
- María de Mendoza, casada en 1522 con Francisco de los Cobos, político al servicio de Carlos I de España.
- Diego Sarmiento de Mendoza, IV conde de Rivadavia,  adelantado mayor de Galicia, casado en 1523, con Leonor de Castro y Portugal, hija de Beatriz de Castro Osorio, III condesa de Lemos, y de Dinís de Portugal.
- Álvaro de Mendoza, sucesivamente obispo de Ávila (1560) y Palencia (1577).[2]
- Francisca de Mendoza, casada con Hernando de Ribadeneyra, regidor de Toledo.

Debió de tener una juventud poco edificante.
Como consecuencia de la relación de su hermano Álvaro con Teresa de Jesús, Bernardino fue acercándose a la santa abulense e interesándose por su proyecto de reforma de la orden carmelita.
En diciembre de 1567, en Madrid, donde Teresa de Jesús moraba por estar de paso hacía Alcalá de Henares, Bernardino formalizó la donación de su finca de Río de Olmos a las afueras de Valladolid para que fundase un convento de carmelitas descalzas en ella.
Murió en Úbeda, donde estaba realizando gestiones por cuenta de su hermana María de Mendoza, hacia finales de febrero de 1568.

Poco tiempo después, según el relato de Teresa de Jesús en su Libro de las Fundaciones, Dios había prometido sacar del Purgatorio el alma de Bernardino de Mendoza el día que se dijese la primera misa del convento que debía de fundarse en Río de Olmos, finca en Valladolid, donada por el propio Bernardino. Siguiendo con el relato, este hecho ocurrió el día 12 de agosto de ese año de 1568, cuando Teresa vio al joven caballero feliz junto al sacerdote que celebraba la primera misa en ese día, jueves.Así lo relata Teresa de Jesús:
Díjome el Señor que había estado su salvación [la de Bernardino de Mendoza] en harta aventura, y que había habido misericordia de él por aquel servicio que había hecho a su Madre en aquella casa que había dado para hacer monasterio de su orden, y que no saldría de purgatorio hasta la primera misa que allí se dijese, que entonces saldría. Yo traía tan presente las graves penas de esta alma [la de Bernardino de Mendoza], que aunque en Toledo deseaba fundar, lo dejé por entonces y me di toda la prisa que pude para fundar como pudiese en Valladolid.
[...]
yo estaba bien descuidada de que entonces se había de cumplir lo que se me había dicho de aquel alma; porque, aunque se me dijo «a la primera misa», pensé que había de ser a la que se pusiese el Santísimo Sacramento. Viniendo el sacerdote adonde habíamos de comulgar, con el Santísimo Sacramento en las manos, llegando yo a recibirle, junto al sacerdote se me representó el caballero que he dicho [Bernardino de Mendoza], con rostro resplandeciente y alegre; puestas las manos, me agradeció lo que había puesto por él para que saliese del purgatorio y fuese aquel alma al cielo. Y cierto que la primera vez que entendí estaba en carrera de salvación, que yo estaba bien fuera de ello y con harta pena, pareciéndome que era menester otra muerte para su manera de vida; que aunque tenía buenas cosas, estaba metido en las del mundo

## Iconografía
Fue representado por Rubens como alma del Purgatorio, en su obra Santa Teresa de Ávila intercede por Bernardino de Mendoza en el purgatorio, hoy en el Museo Real de Bellas Artes de Amberes.Además existe un boceto de la obra por el taller de Rubens en el Museo Metropolitano de Arte de Nueva York.